# Матеро, Юсо Иванович
Юсо (Юусо) Иванович Ма́теро (псевдоним с 1918 года, имя при рождении — Франц Йохан (Ян) Мюрюляйнен, фин. Frans Johan ”Janne” Myyryläinen) (30 декабря 1881, Каяани — 8 мая 1938, Петрозаводск) — активный участник революции и гражданской войны в Финляндии, красногвардеец. Руководитель Сального мятежа.

## Биография
Работал лесным рабочим в Кайнуу, где вступил в Красную гвардию.
Участвовал в гражданской войне в Финляндии, несколько раз арестовывался, бежал из заключения.
После поражения красных, эмигрировал в Советскую Россию, в 1922 г. в качестве руководителя Северного партизанского батальона Яхветти Мойланена возглавил Сальный мятеж в Салла. После поражения мятежа ушёл обратно в Советскую Россию, служил в Красной Армии.
Позже работал журналистом под именем и фамилией Юусо Иванович Матеро.
В 1929 г. — первый директор Ухтинского леспромхоза.
Заслужил авторитет у сплавщиков тем, что на бревне проплывал порог Кинтисмя — самый сложный на реке Кемь.
В 1938 г. — сплавщик на Лахнозерском лесопункте.
Арестован 4 апреля 1938 г. и осужден Особой тройкой НКВД Карельской АССР по статье 58-2-6-10-11 Уголовного кодекса РСФСР за «организацию вооружённого восстания».
Расстрелян 8 мая 1938 г. в окрестностях г. Петрозаводска.
В 1957 г. реабилитирован.

## Награды
- Орден Красного Знамени (Приказ № 133, 1922)[5].